# Antonio Bacci

Kardinalswappen von Antonio Bacci

Antonio Kardinal Bacci (* 4. September 1885 in Giugnola, Emilia-Romagna; † 20. Januar 1971 in der Vatikanstadt) war ein Kurienkardinal der Römischen Kirche.

## Leben
Nach seinem Studium der katholischen Theologie in Florenz empfing er am 9. August 1909 das Sakrament der Priesterweihe und wirkte anschließend von 1910 bis 1922 als Spiritual am Florenzer Priesterseminar. Von 1922 bis 1931 war er Mitarbeiter im Staatssekretariat des Heiligen Stuhls und wurde 1923 zum Päpstlichen Ehrenkaplan ernannt. Seit 1931 arbeitete er dort als Sekretär der (1967 abgeschafften) Abteilung für die Breven an die Fürsten (zuständig für die lateinischen Texte des Vatikans) und wurde zum Hausprälat Seiner Heiligkeit ernannt. 1960 erhob ihn Papst Johannes XXIII. zum Kardinaldiakon mit der Titeldiakonie Sant’Eugenio. Am 5. April 1962 wurde er zum Titularerzbischof von Colonia in Cappadocia ernannt. Die Bischofsweihe spendete ihm Papst Johannes XXIII. am 19. April 1962; Mitkonsekratoren waren der Präfekt der Kongregation für die Seminare und Universitäten, Giuseppe Kardinal Pizzardo, und der Präfekt der Kongregation für die Ordnung der Sakramente, Benedetto Kardinal Aloisi Masella.
Bacci war unter anderem Teilnehmer am Konklave 1963 und am Zweiten Vatikanischen Konzil. Bekannt geworden ist Bacci bei Anhängern des Traditionalismus besonders durch seine kurz vor seinem Tod verlautbarte Kritik an der Liturgiereform. Bacci hatte zur großen Verwunderung des Vatikans bereits 1967 für ein Buch des Reformkritikers Tito Casini La tunica stracciata ein Vorwort geliefert. Bacci konnte die Abwertung der lateinischen Kirchensprache kaum hinnehmen, für die er u. a. ein Lexikon erarbeitet hatte, das zahlreiche neue Ausdrücke umfasste. Kompromisslos in seiner pointierten Haltung gegen den Kommunismus, starb er 1971 im Vatikan und wurde in seiner Geburtsstadt Giugnola beerdigt.

## Veröffentlichungen
- Alfredo Ottaviani und Antonio Bacci (Hrsg.): Kurze kritische Untersuchung des neuen „Ordo Missae“. Immaculata-Verlag, Reussbühl/Luzern 1969.

Obzwar diese Kritik (von den Alt-Kardinälen unterstützt, aber nicht verfasst) von der Glaubenskongregation am 12. November 1969 als oberflächlich und in vielen Details fehlerhaft bewertet wurde, nahm sie Papst Paul VI. zum Anlass, der Allgemeinen Einführung in das Missale Romanum von 1970 noch ein erläuterndes Prooemium (Vorwort) voranstellen zu lassen, das die Integrität der Tradition betont.